# Adolf Schütz (Drehbuchautor)
Adolf Schütz, auch George Roland, George Martens, Per Schytte, Per Skytte und A. Paul (* 22. September 1895 in Wien, Österreich-Ungarn; † 11. November 1974 in Stockholm, Schweden) war ein österreichischer Schauspieler, Schriftsteller, Drehbuchautor, Regisseur und Theaterleiter.

## Leben und Wirken
Schütz besuchte ab 1906/1907 die k.u.k. Staatsschule in Wien VI. und erhielt ab 1913 eine künstlerische Rundumausbildung an der Akademie für Musik und Darstellende Kunst, bis er 1915 zum Kriegsdienst eingezogen wurde. 1918 wieder im Zivilleben, begann Schütz seine künstlerische Laufbahn als Theaterschauspieler. Zu seinen frühen Engagements gehörte zu Beginn der 1920er Jahre eine Verpflichtung an die Neue Wiener Bühne unter der Intendanz Emil Geyers. Hier lernte er auch G. W. Pabst kennen und spielte an der Seite von nachmals bekannten Kollegen wie Gustav Diessl, Bruno Hübner und Leo Reuss.
Bald begann sich Schütz auch für andere künstlerische Betätigungsfelder zu interessieren: als Intendant diente er dem Staatstheater Karlsbad, als Drehbuchautor beteiligte er sich 1921/22 am Film Verklungene Zeiten von H. K. Breslauer. Schütz machte sich in den 20er und frühen 30er Jahren einen Namen als Autor von Lustspielen und Operetten, darunter Diktatur der Frauen, Dixie, Hotel Vaudeville und vor allem mit Axel an der Himmelstür. Letztgenannte Komödie wurde 1966 für das deutsche Fernsehen mit Vico Torriani und Ruth Maria Kubitschek verfilmt. Bereits 1932 erhielt sein Bühnenstück Der große Bluff in Deutschland eine Kinoversion.
Im November 1938 emigrierte Adolf Schütz zunächst nach Finnland und ging im Januar 1940 nach Schweden. Hier war er besonders zur Zeit des Zweiten Weltkriegs als Drehbuchautor für diverse Kinofilme aktiv. Oftmals arbeitete er jetzt mit dem österreichischen Kollegen Paul Baudisch (1899–1977) zusammen. Mit Baudisch schrieb er auch die Vorlage zu dem 1948 von Ernst Neubach in Frankreich verfilmten Reißer Rote Signale mit Erich von Stroheim in der Hauptrolle.
Nach Kriegsende blieb Schütz zwar bis zu seinem Tode in Stockholm, versorgte aber in den 50er Jahren immer mal wieder bundesdeutsche Unterhaltungsfilme mit eigenen Drehbuchbeiträgen. Zu dem Revuefilm Die Nacht vor der Premiere mit Marika Rökk lieferte er 1959 die Idee. 1961 machte er mit der komödiantischen TV-Krimireihe Gestatten, mein Name ist Cox, die sehr erfolgreich im ARD-Vorabendprogramm lief, Günter Pfitzmann populär.

## Filmografie
als Drehbuchautor
- 1922: Verklungene Zeiten
- 1941: I natt - eller aldrig (mit Paul Baudisch unter dem Sammelpseudonym A. Paul)
- 1943: Anna Lans (unter dem Pseudonym George Martens)
- 1944: ...och alla dessa kvinnor
- 1945: Sussie (ohne Namensnennung)
- 1946: Der Rebellenhauptmann (Harald Handfaste)
- 1946: Eviga länkar
- 1946: Onsdagsväninnan
- 1950: Maija löytää sävelen (ohne Namensnennung)
- 1950: Melodie des Schicksals
- 1958: Laila – Liebe unter der Mitternachtssonne
- 1958: Das Mädchen vom Moorhof
- 1959: Bara en kypare
- 1959: Laß mich am Sonntag nicht allein
- 1959: Die Nacht vor der Premiere
- 1961: Gestatten, mein Name ist Cox (deutsche Fernsehserie)
- 1964: Tre dar på luffen